# Söpte
Söpte is een plaats (község) en gemeente in het Hongaarse comitaat Vas. Söpte telt 812 inwoners (2001).